# Hrabstwo Henry (Kentucky)

Piramida wieku hrabstwa

Hrabstwo Henry – hrabstwo w USA, w stanie Kentucky. Według danych z 2010 roku, hrabstwo zamieszkiwało 15416 osób. Siedzibą hrabstwa jest New Castle.

## Miasta
- Campbellsburg
- Eminence
- New Castle
- Pleasureville
- Smithfield